# Brittany Packnett Cunningham
Brittany N. Packnett Cunningham (St. Louis, Missouri, 12 de novembro de 1984) é uma ativista americana, co-fundadora da Campaign Zero e co-apresentadora do podcast sobre política americana Pod Save the People. Ela foi um membro da Força-Tarefa de Policiamento do Século 21 criada pelo presidente Barack Obama. Antes disto, ela foi a diretora executiva da Teach for America em St. Louis.

## Infância e educação
Packnett Cunningham nasceu no dia 12 de novembro de 1984. Ela era filha de um pastor e foi ordenada ministra Batista em sua cidade natal, o que a levou ao seu compromisso com a justiça social. Ela é bacharel em Artes com ênfase em Estudos Africanos e Americanos pela Universidade Washington em St. Louis e possui um mestrado em Educação Secundária pela American University.

## Carreira
Em 2014, enquanto Brittany era diretora executiva do Teach for America em St. Louis, Michael Brown foi morto na cidade vizinha, em Ferguson, Missouri. Brown era um afro-americano de dezoito anos, desarmado, que foi baleado por um policial branco. Em resposta, Brittany se juntou às manifestações em Ferguson, que protestavam contra a violência policial e o governo local. Ela utilizou o Twitter e outras mídias sociais para lutar contra a narrativa negativa que a mídia estava construindo sobre os protestos. Packnett Cunningham logo se tornou uma figura significativa do Twitter Negro, o qual utilizou para falar sobre educação, direitos de voto e salário igual para todos.
Em meados de 2015, Brittany fundou a Campaign Zero, uma plataforma de políticas com o objetivo de acabar com a violência policial. No mesmo ano, foi nomeada para a Força-Tarefa de Policiamento do século 21 de Barack Obama, que foi criada no auge da crise de brutalidade policial. Em 2016, ela foi promovida a vice-presidente da Alianças das Comunidades Nacionais na Teach for America, e deu inicio à primeira campanha de direitos civis e igualdade da organização. Desde então, ela tem dedicado sua vida e carreira à justiça.
The Washington Post descreveu Packnett Cunningham como "fortemente envolvida no planejamento e coordenação do protesto de Ferguson," e o governador do Missouri, Jay Nixon, a nomeou para servir na Comissão de Ferguson, criada para responder aos tumultos. A revista Time nomeou Packnett Cunningham em uma lista de 2015 das "12 Novas Faces da Liderança Negra". Ela também foi nomeada pela revista The Root no seu top 100 de 2015, na qual foi descrita como "a ponte sobre águas turbulentas." A Ebony citou Brittany ao lado de nomes como Johnetta Elzie, Deray Mckesson e Samuel Sinyangwe na sua lista "Power 100" de 2015, por seu trabalho junto à Campaign Zero.
Durante a eleição presidencial nos Estados Unidos em 2016, Packnett Cunningham endossou Hillary Clinton para presidente, afirmando: "Isso não é sobre mim. Isso é sobre trabalho. A melhor maneira de usar minha plataforma é apoiando Clinton."
Em uma entrevista de 2017 à NPR, Brittany incentivou as pessoas brancas a utilizarem o ensaio intitulado "White Privilege: Unpacking the Invisible Knapsack", de Peggy McIntosh, como uma ferramenta para reconhecer e combater seu privilégio branco.
Durante uma entrevista em maio de 2020 à MSNBC sobre o assassinato de Ahmaud Arbery, Packnett Cunningham disse: "Os Estados Unidos precisam se perguntar por que somente através do consumo viral de sofrimento negro é que se consegue trazer mudança".

## Vida pessoal
Em 2019, Brittany casou-se com o ativista Reginald Cunningham, em Nova Orleans. O casal se conheceu em 2014 durante um protesto em sua cidade natal, St. Louis, Missouri . O casal se casou na galeria do artista Brandan "Bmike" Odums, o Studio BE, enquanto cercados por imagens da altura da sala de Coretta Scott King e Martin Luther King Jr..